# Johann Albrecht von Korff
Johann Albrecht baron von Korff (født i 1697 i Kurland, død 7. april 1766) var  russisk gesandt i bl.a. Danmark.
Korff blev født på Rengenhof i Kurland. Han var russisk gesandt i Danmark fra 1740 til sin død (undtagen 1746-47, da han var ambassadør i Stockholm).
Hans optræden som diplomat er skildret som pågående, overmodig og undertiden uforskammet; men han handlede vistnok overensstemmende med sin regerings bestemte pålæg.
Før han kom til Danmark, var han præsident i Videnskabsakademiet i Sankt Petersborg og optrådte der som mæcen og udrustede en ekspedition til Kamtjatka i videnskabeligt øjemed. Han samlede efterhånden et bibliotek på 36.000 bind med mange sjældne og kostbare værker. Det var hans kæreste opholdssted, og han stillede i København med stor liberalitet sin bogsamling til benyttelse for videnskabsmænd. Dette bibliotek blev mod slutningen af Korffs liv købt af kejserinde Katharina 2. af Rusland for 50,000 rubler for at hjælpe ham til betaling af sin gæld. Efter hans død blev det sendt til Rusland og delvis skænket til universitetet i Helsinki. 
Efter alt at dømme var han en højt dannet mand med alsidige interesser. Han kendte ifølge Johan Clemens Tode endog medicinsk litteratur.
Han var vært for den københavnske frimurerloge St. Martin, i hvilken han selv blev optaget på stiftelsesdatoen 11. november 1743.
I eftertiden er hans navn knyttet til et rygte omkring skuespillerinden Caroline Thielo (1735-1754). Hun døde meget pludseligt som 19-årig, sandsynligvis af en feber. Korff var angiveligt hendes elsker, og Thomas Overskou fortæller, at et rygte florerede om, at Thielo havde formået at aflokke Korff oplysning om nogle hemmelige frimurertegn, og at Korff derfor havde beordret sin tjener til at årelade Thielo til hun døde. Historien er digt og synes ikke at have været gængs før Overskous værk udkom i 1856.
Korff døde i København, og hans døsfald medførte mange nekrologer og sørgedigte i den danske presse.